# Худ, Гэвин
Гэ́вин Худ (англ. Gavin Hood; род. 12 мая 1963, Йоханнесбург, ЮАР) — американский актёр кино и телевидения, кинорежиссёр, сценарист и продюсер южно-африканского происхождения. Широкую известность получили его фильмы «Цоци» (2005) и «Игра Эндера» (2013).

## Биография
Гэвин Худ родился в театральной семье и первоначально хотел изучать фильмы. Однако, прежде чем отправиться в 1991 году в Лос-Анджелес на учёбу в калифорнийском университете, он получил диплом по праву в университете в Йоханнесбурге (University of the Witwatersrand). Его дебютный сценарий для ленты «Разумный человек» был основан на криминальном случае, который он изучал в университете в Южной Африке, получил награду Diane Thomas Screenwriting Award от представительного жюри в 1993 году.
После возвращения в ЮАР Худ выиграл национальную премию Эмми за работу над серией образовательных фильмов для министерства здравоохранения. Снятая им в 1998 году короткометражная картина «The Storekeeper» получила 13 наград на международных фестивалях и позволила вернуться к экранизации дебютного сценария. Фильм «Разумный человек», снятый в 1999 году, получил ряд всеафриканских премий (2001 All Africa Film Awards), а сам Худ стал лучшим актёром, лучшим режиссёром и получил награду за сценарий.
В 2001 году Худ стал режиссёром картины «В пустыне и джунглях», снятой в Африке по мотивам детской повести Генрика Сенкевича на польском языке. Картина стала самым кассовым фильмом 2001 года в Польше, а также получила ряд наград детских кинофестивалей.
В 2003 году Худ начал писать сценарий фильма «Цоци», основанного на романе южноафриканского писателя Атольда Фугара (Athold Fugard). Вышедший на экран в 2006 году фильм выиграл приз зрительских симпатий на международном кинофестивале в Торонто в 2005 году, а затем получил премию «Оскар» за лучший фильм на иностранном языке.

## Фильмография

### Актёр
- 1991 — Американский кикбоксер / American Kickboxer — Кен
- 1991 — Проклятие 3: Кровавое жертвоприношение / Curse III: Blood Sacrifice — Роберт
- 1992 — Спасительная пустыня / The Sheltering Desert — Вилли
- 1994 — Проект «Охотник за тенью» 2 / Project Shadowchaser II — Тиг
- 1999 — Разумный человек / A Reasonable Man — Шон
- 1999 — Сердце предателя / Traitor's Heart — Робертс
- 2002 — Волшебный король / Beings — доктор
- 2004 — Копи царя Соломона / King Solomon`s mines — МакНабб

### Режиссёр
- 1999 — Разумный человек / A Reasonable Man
- 2001 — В пустыне и джунглях / W pustyni i w puszczy
- 2002 — В пустыне и джунглях / W pustyni i w puszczy
- 2005 — Цоци / Tsotsi
- 2007 — Версия / Rendition
- 2009 — Люди Икс: Начало. Росомаха / X-Men Origins: Wolverine
- 2010 — Жёсткая торговля / Tough Trade
- 2011 — 2012 — Короли побега / Breakout Kings
- 2013 — Игра Эндера / Ender's Game
- 2015 — Всевидящее око / Eye in the Sky
- 2019 - Опасные секреты / Official Secrets9

### Сценарист
- 1999 — Разумный человек / A Reasonable Man
- 2001 — В пустыне и джунглях / W pustyni i w puszczy
- 2002 — В пустыне и джунглях / W pustyni i w puszczy
- 2005 — Цоци / Tsotsi
- 2013 — Игра Эндера / Ender's Game

### Продюсер
- 1999 — Разумный человек / A Reasonable Man
- 2011 — 2012 — Короли побега / Breakout Kings